# 帕缇亚父子酒庄
帕缇亚父子酒庄（Patriarche Père & Fils）是勃艮第最大和最古老的一个葡萄酒生产和贸易公司，位于法国勃艮第的酒都科多尔省博讷。它现在每年吸引65,000名游客。

## 历史
帕缇亚父子酒庄成立于1780年，创始人为让-巴蒂斯塔·帕缇亚，设于成立于1632年的圣母访亲女修会修道院。

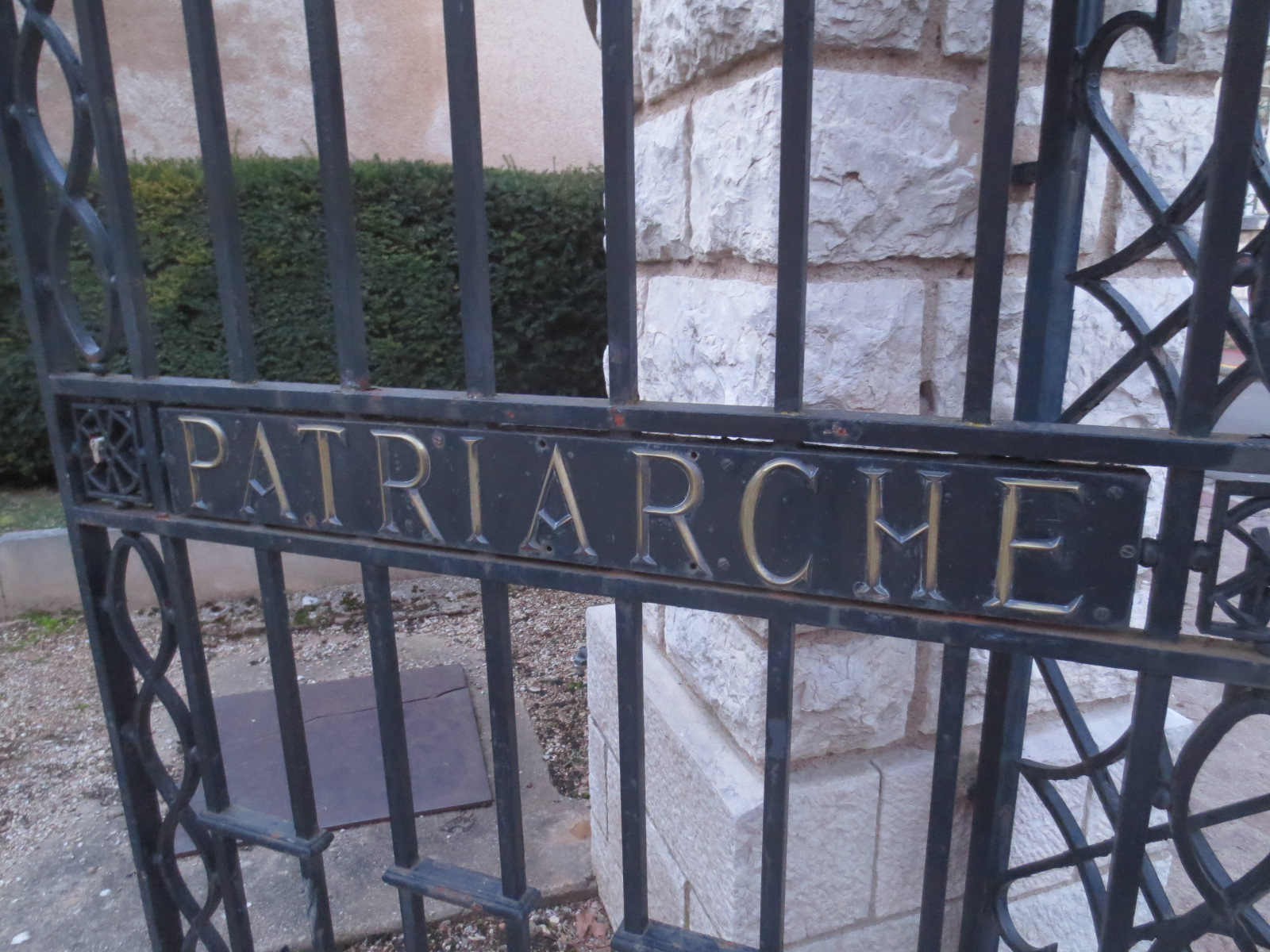
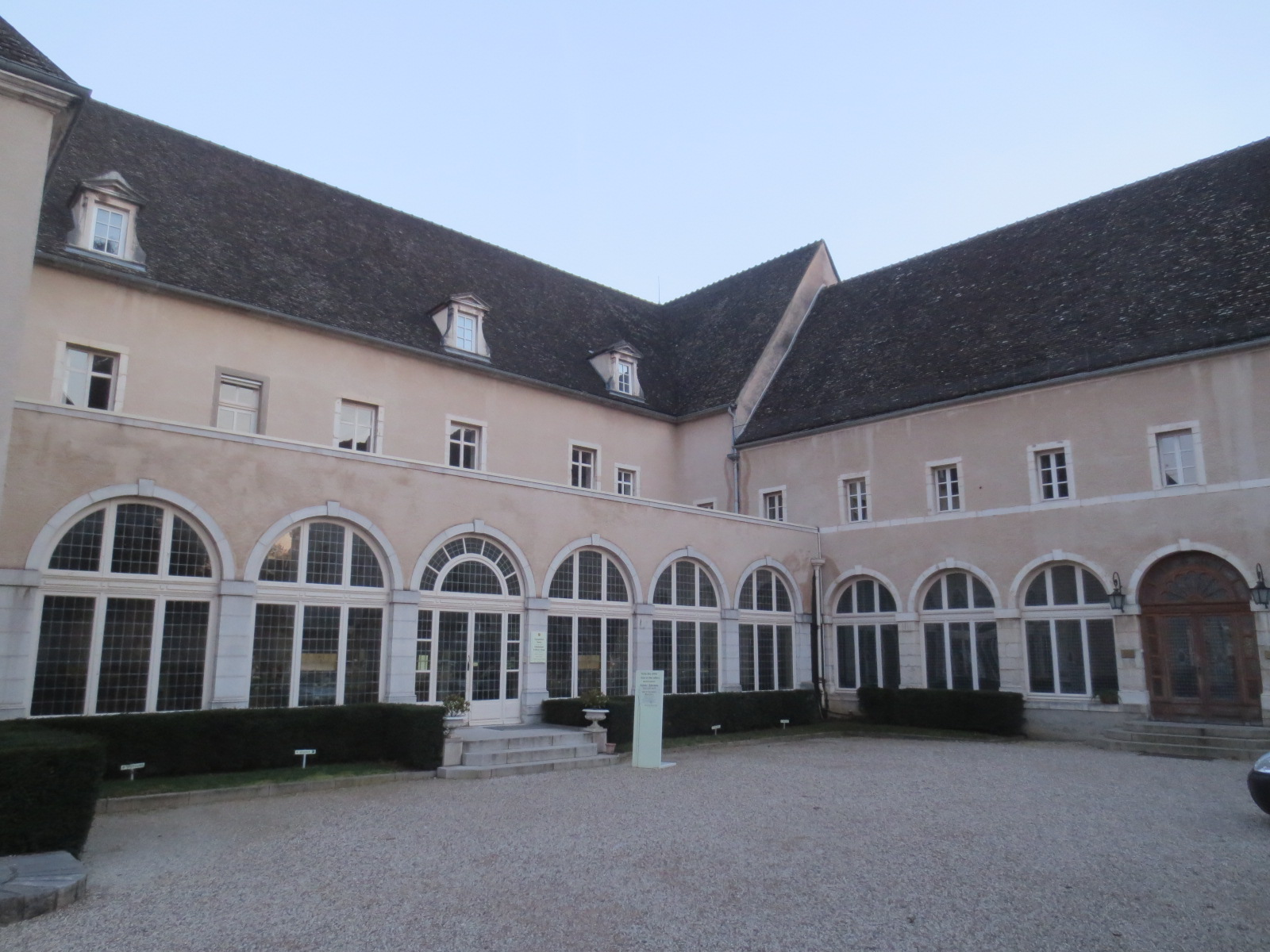
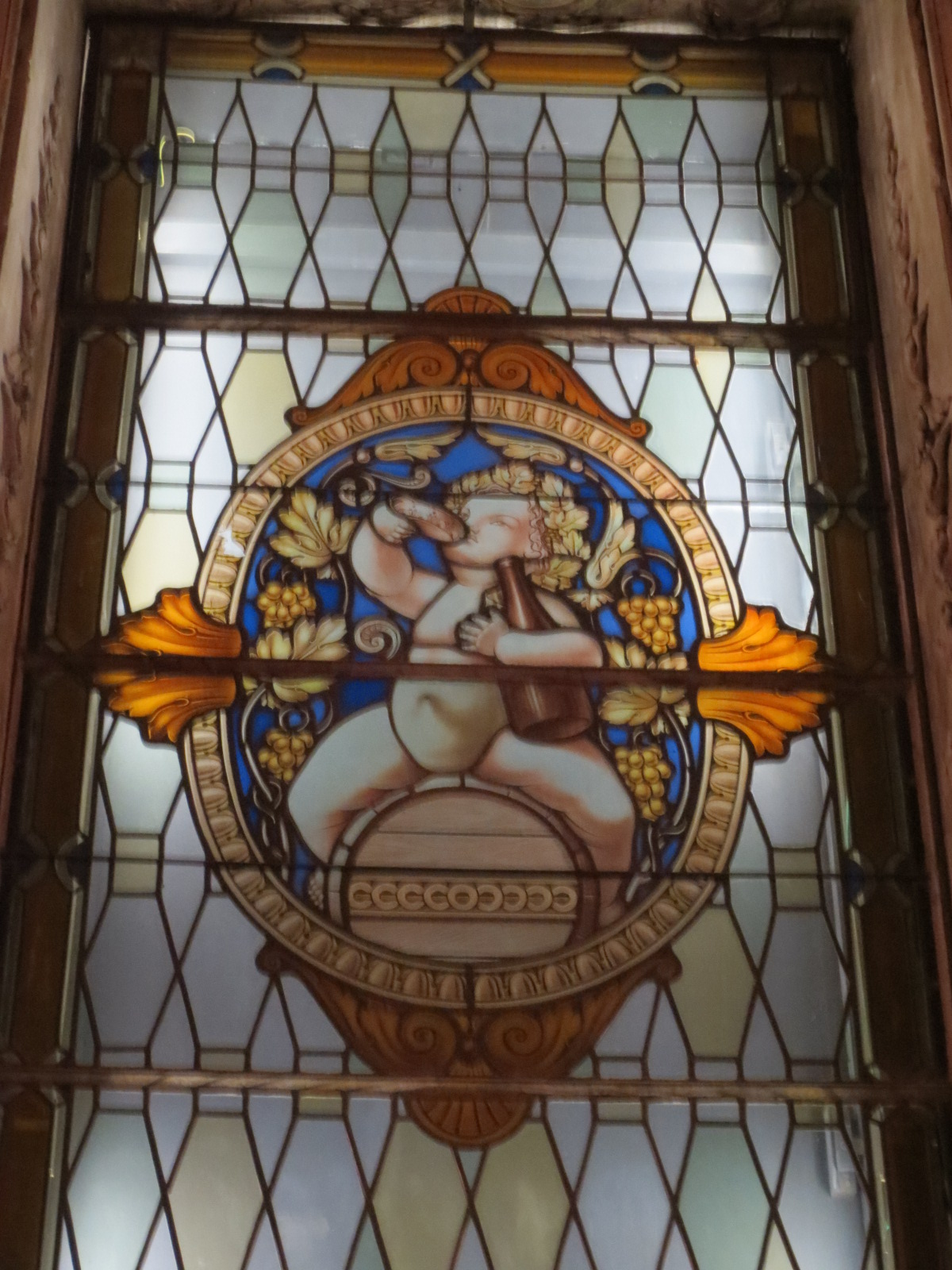
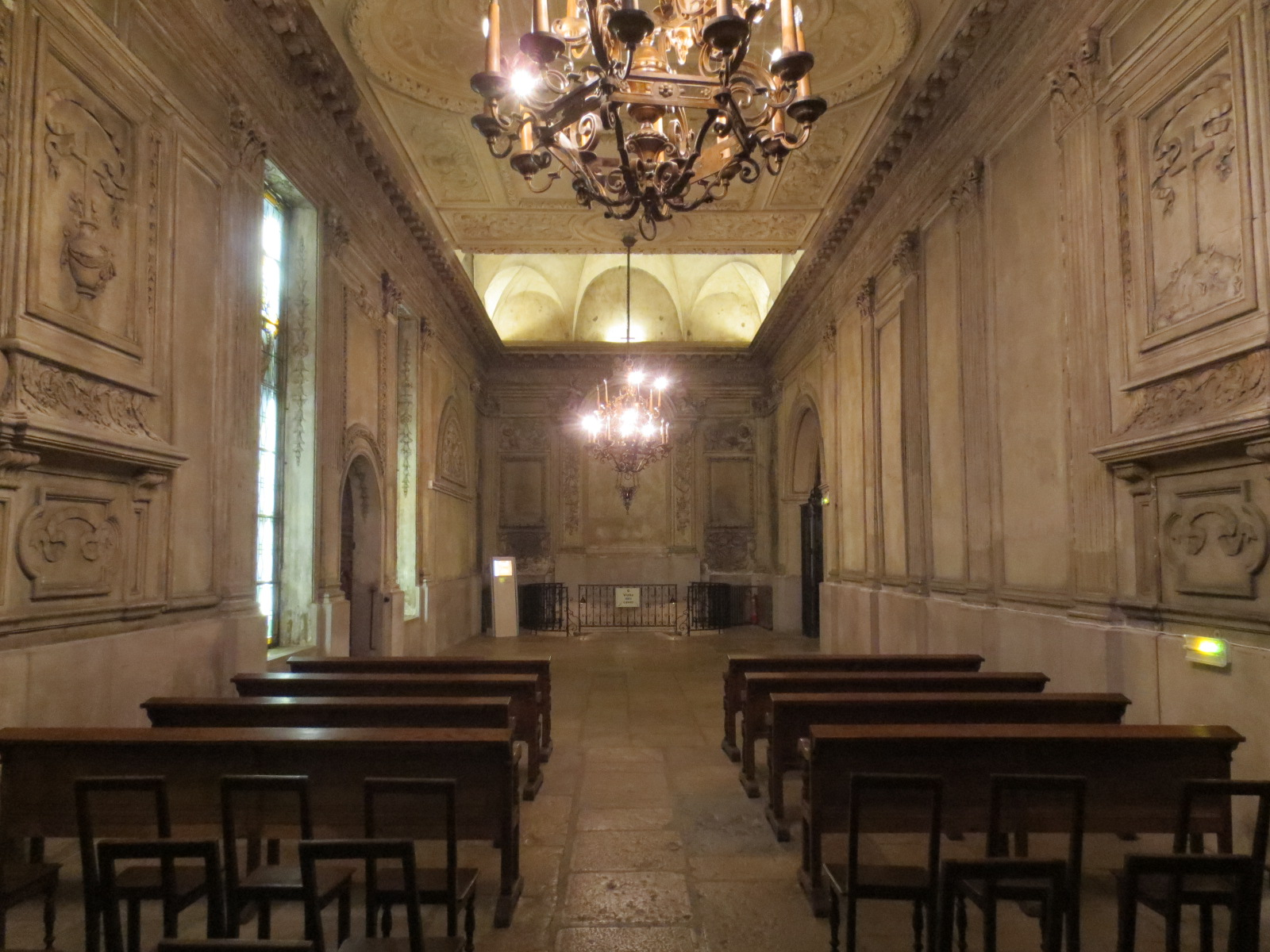
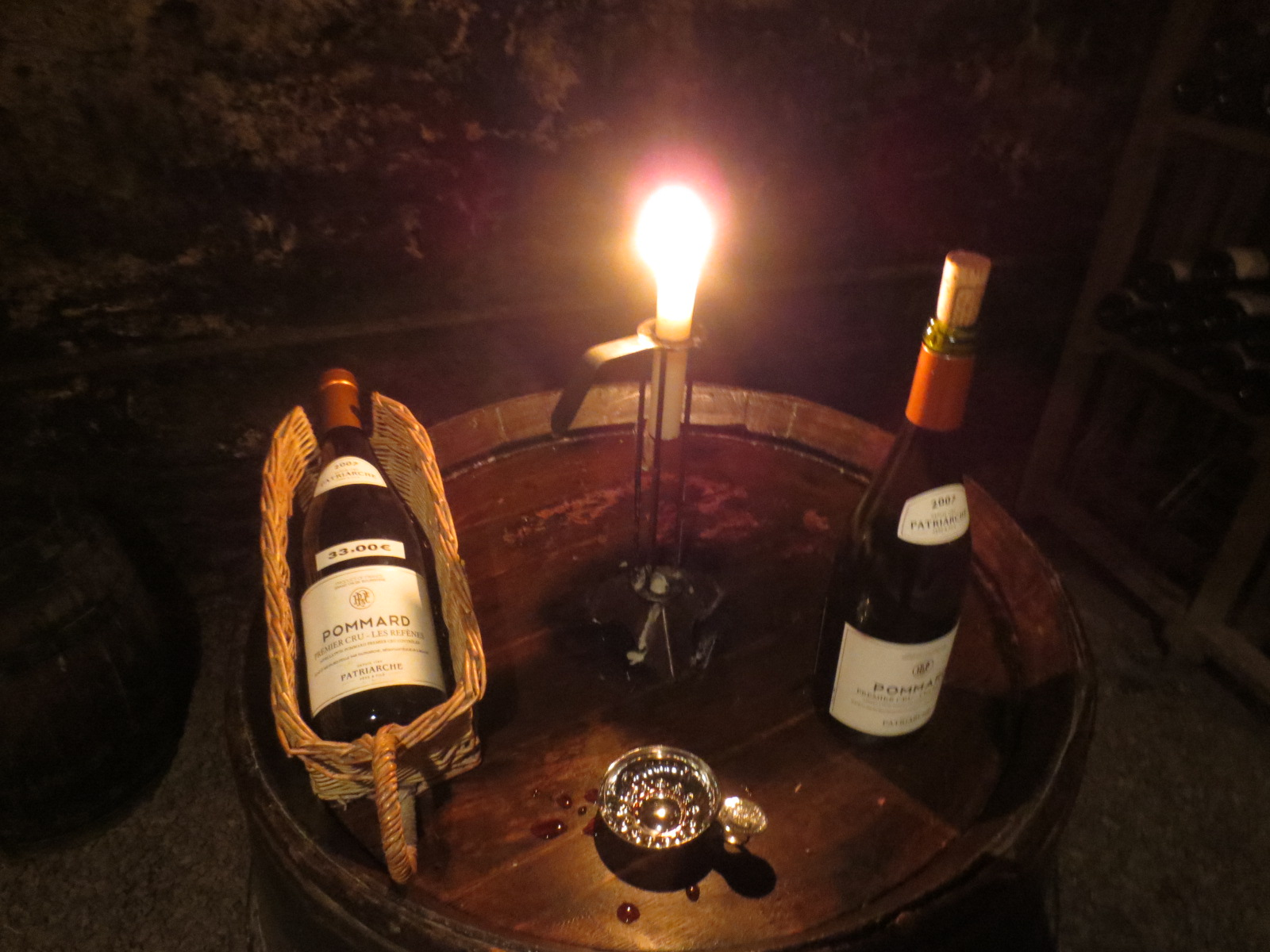
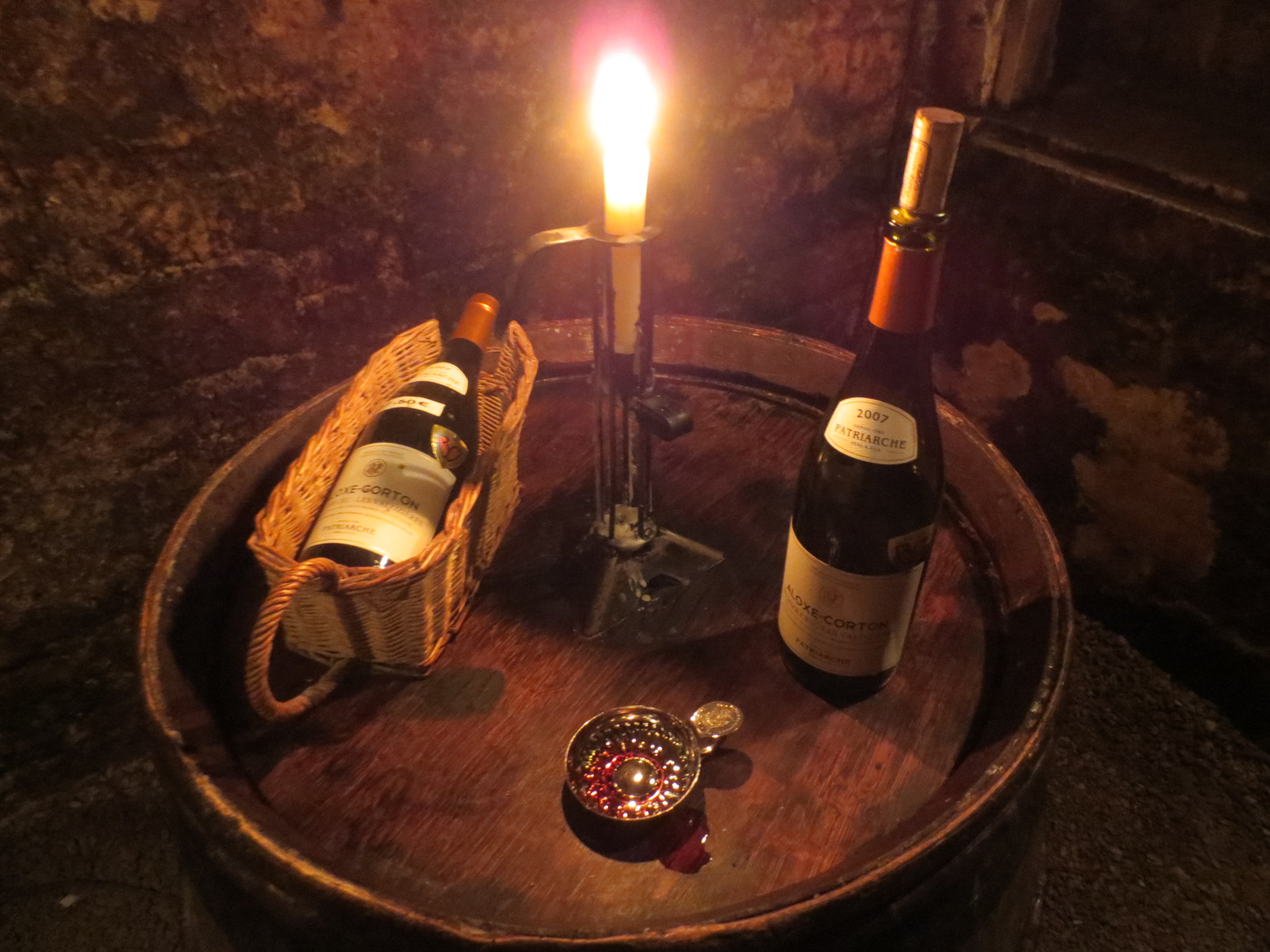
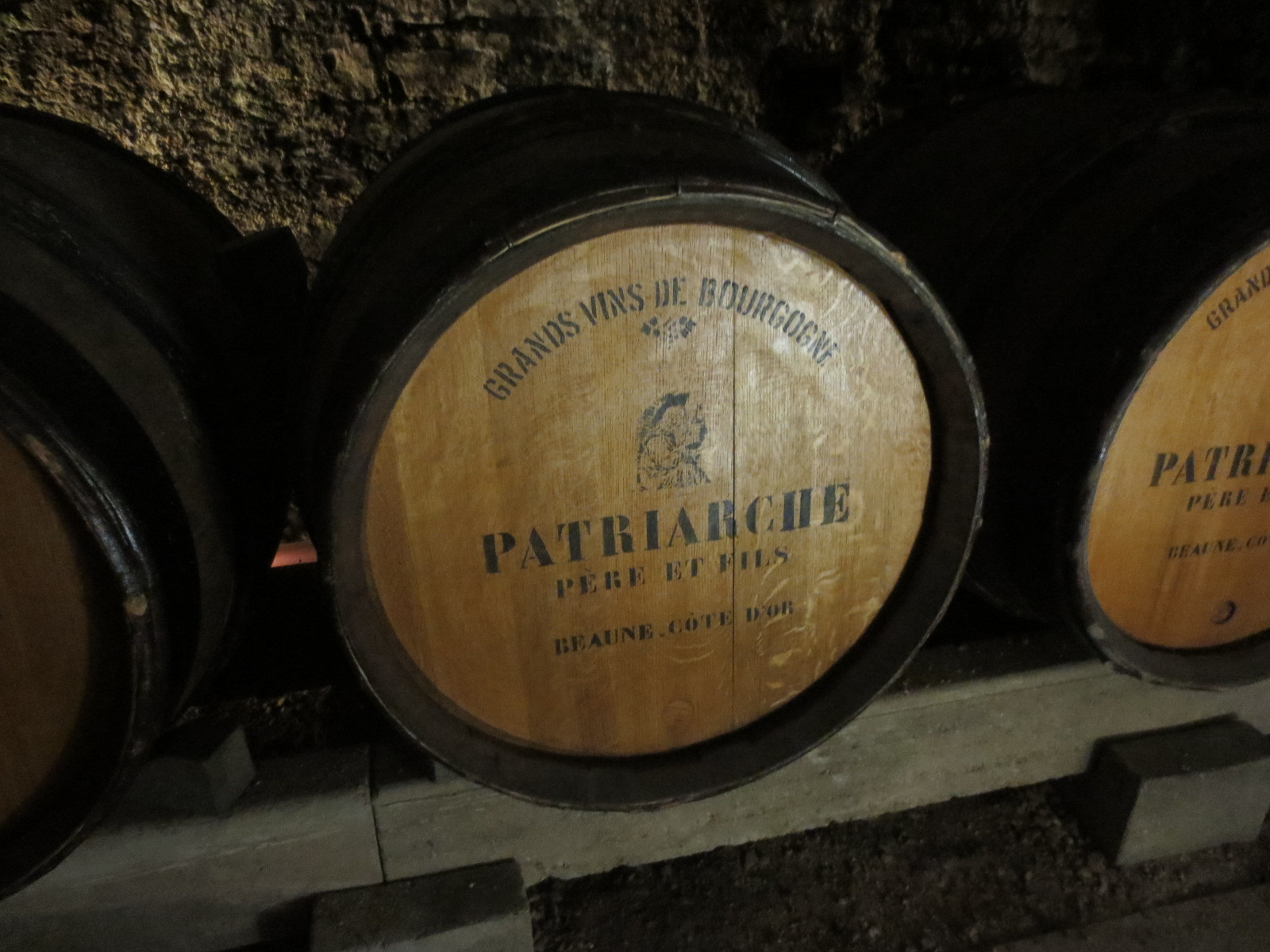
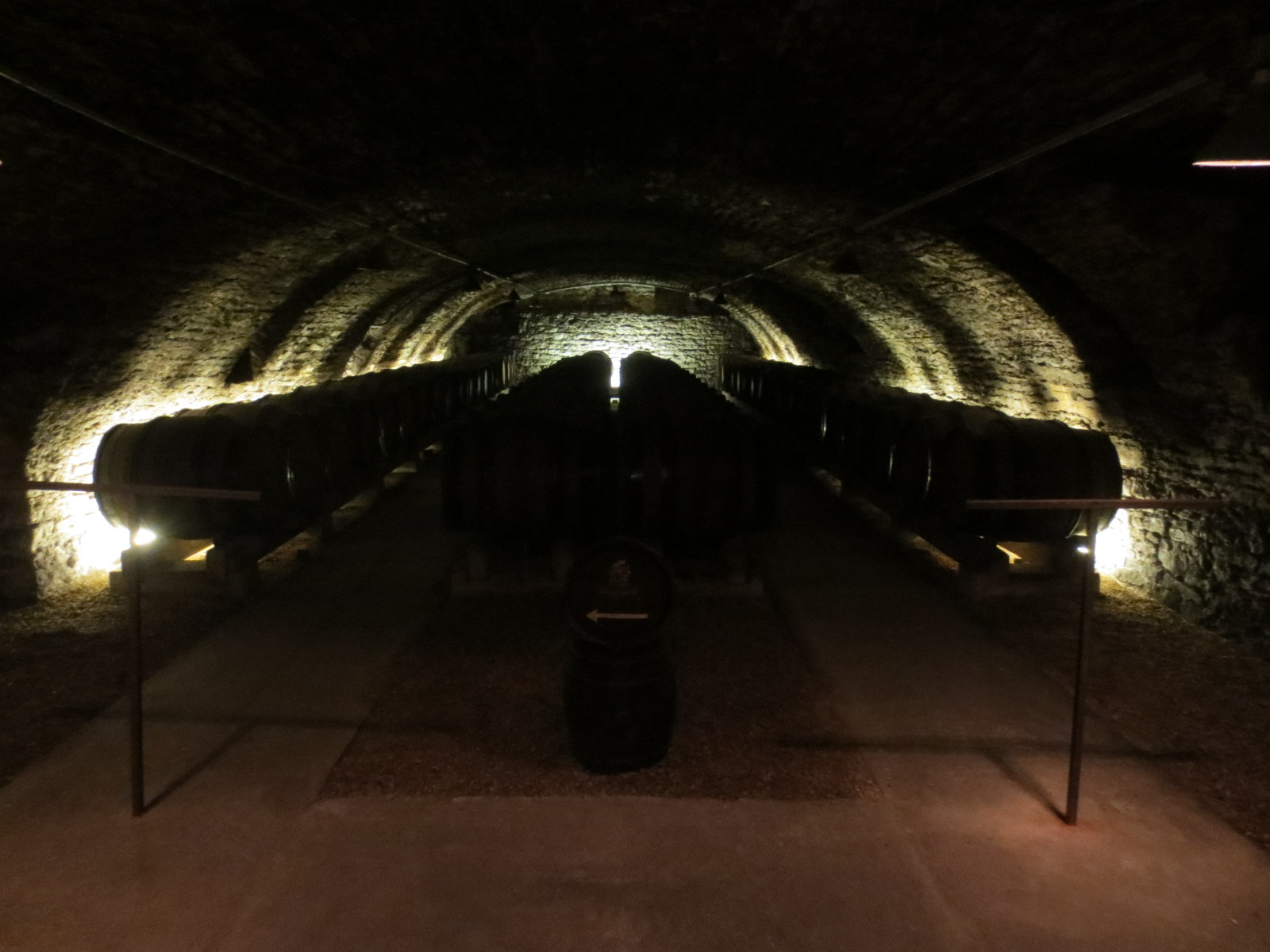
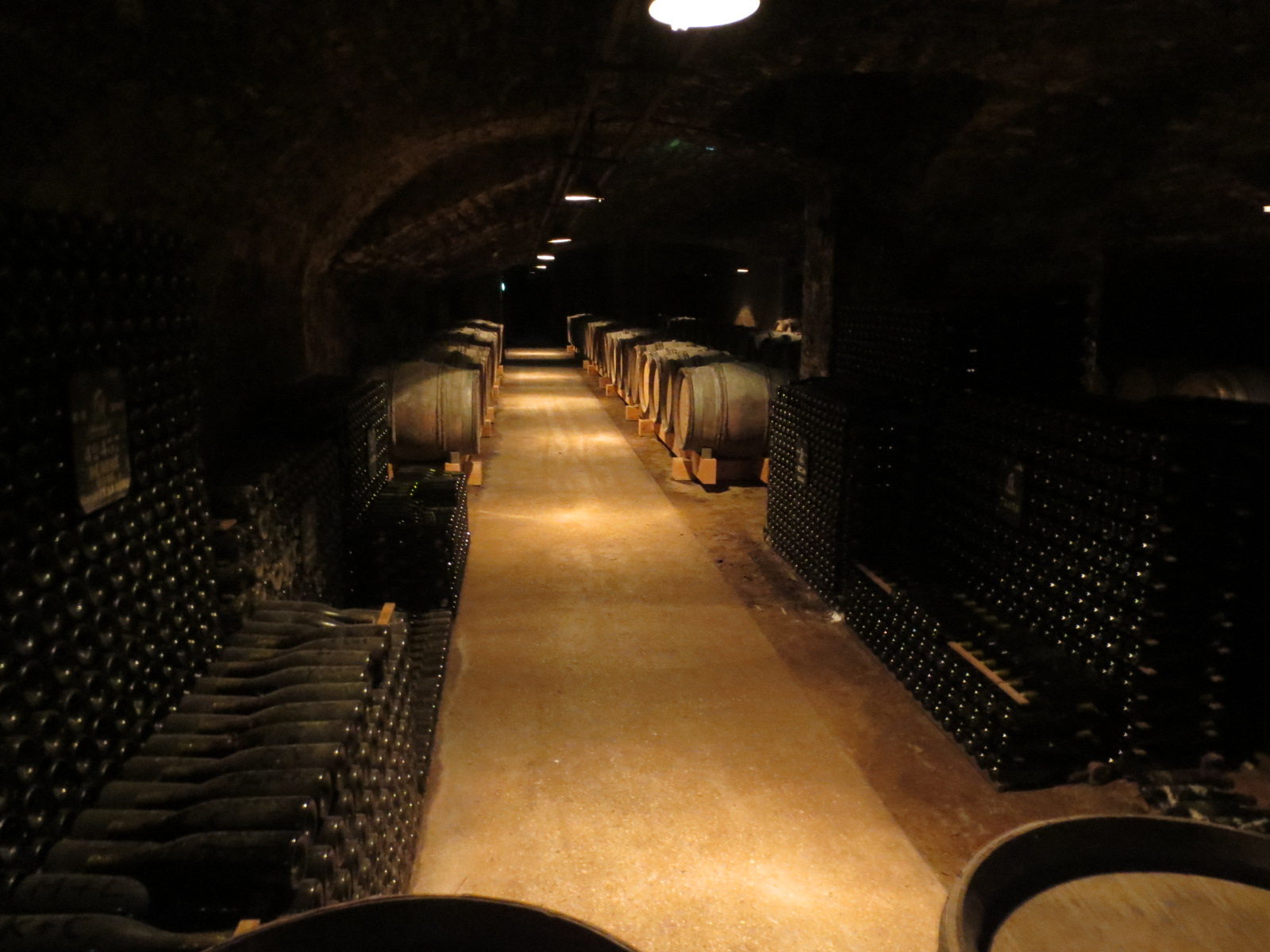
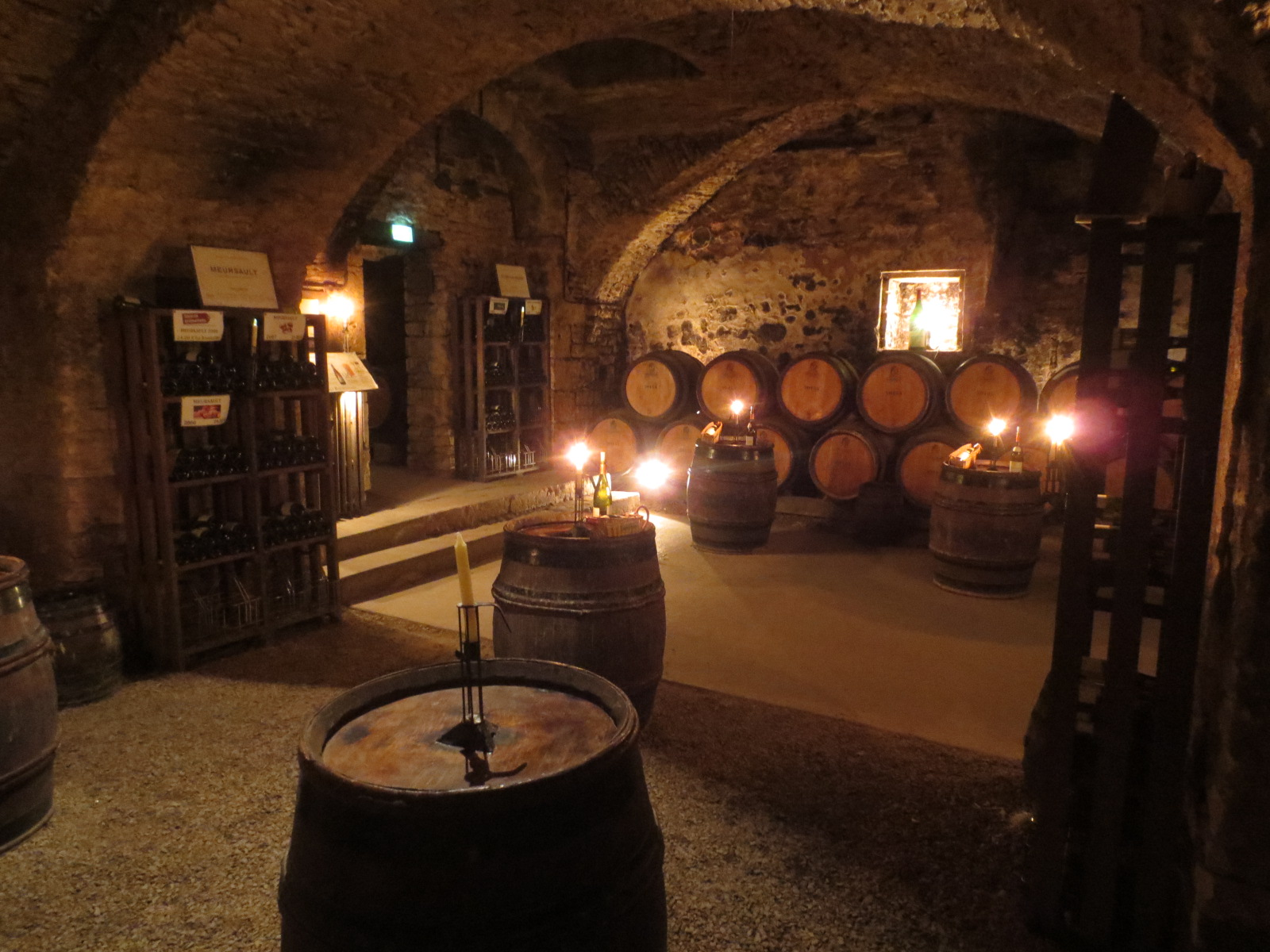
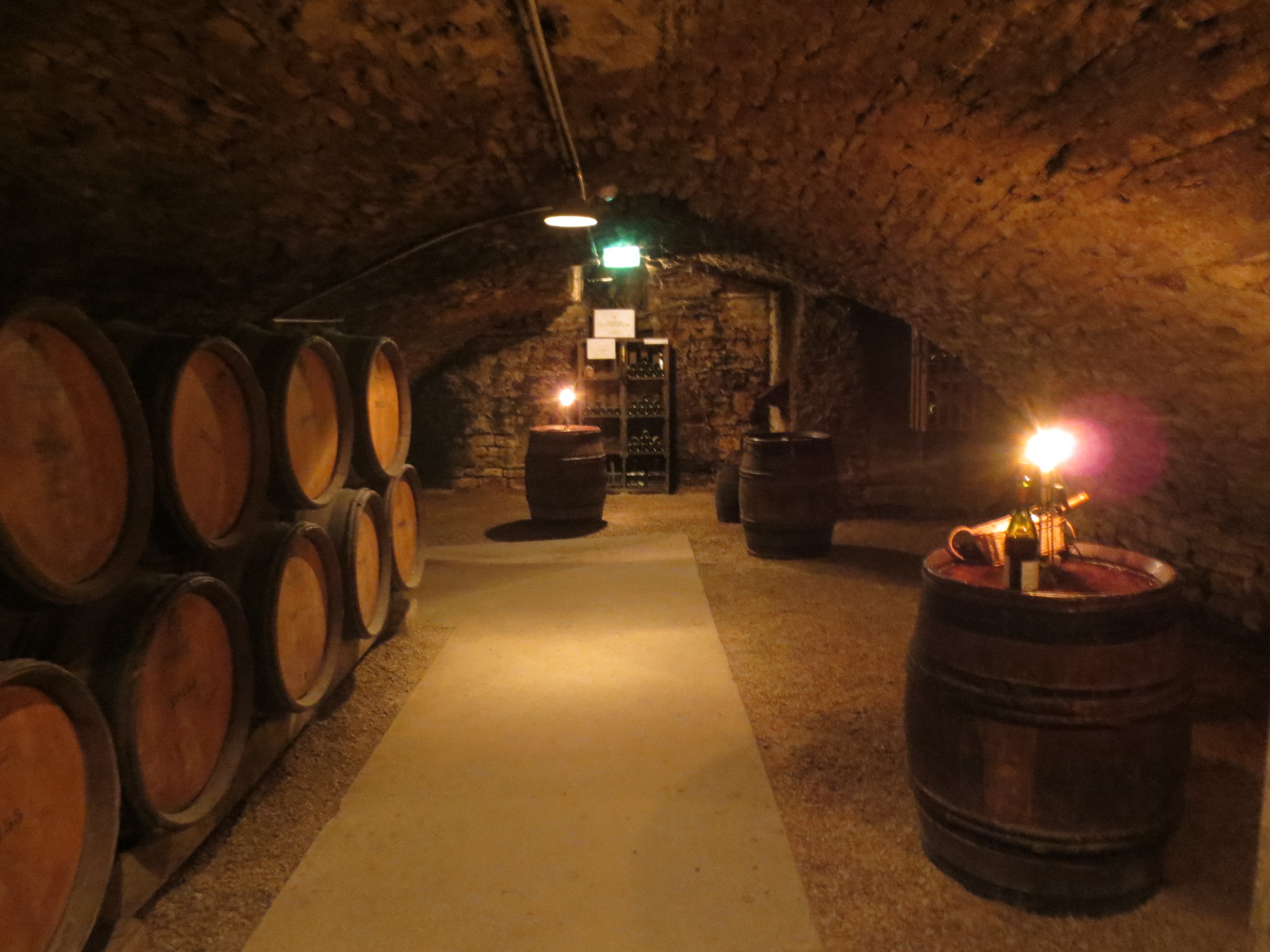
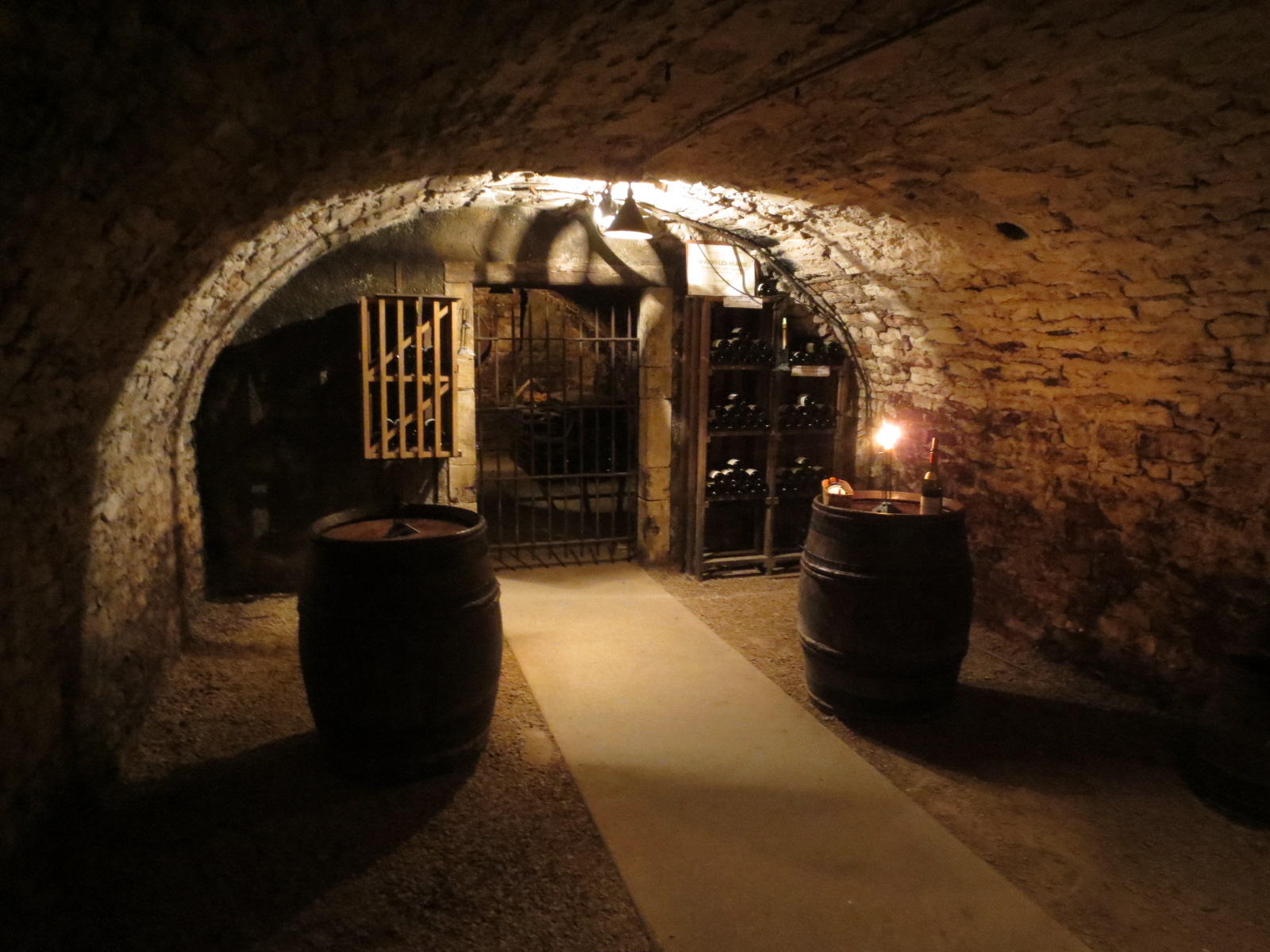
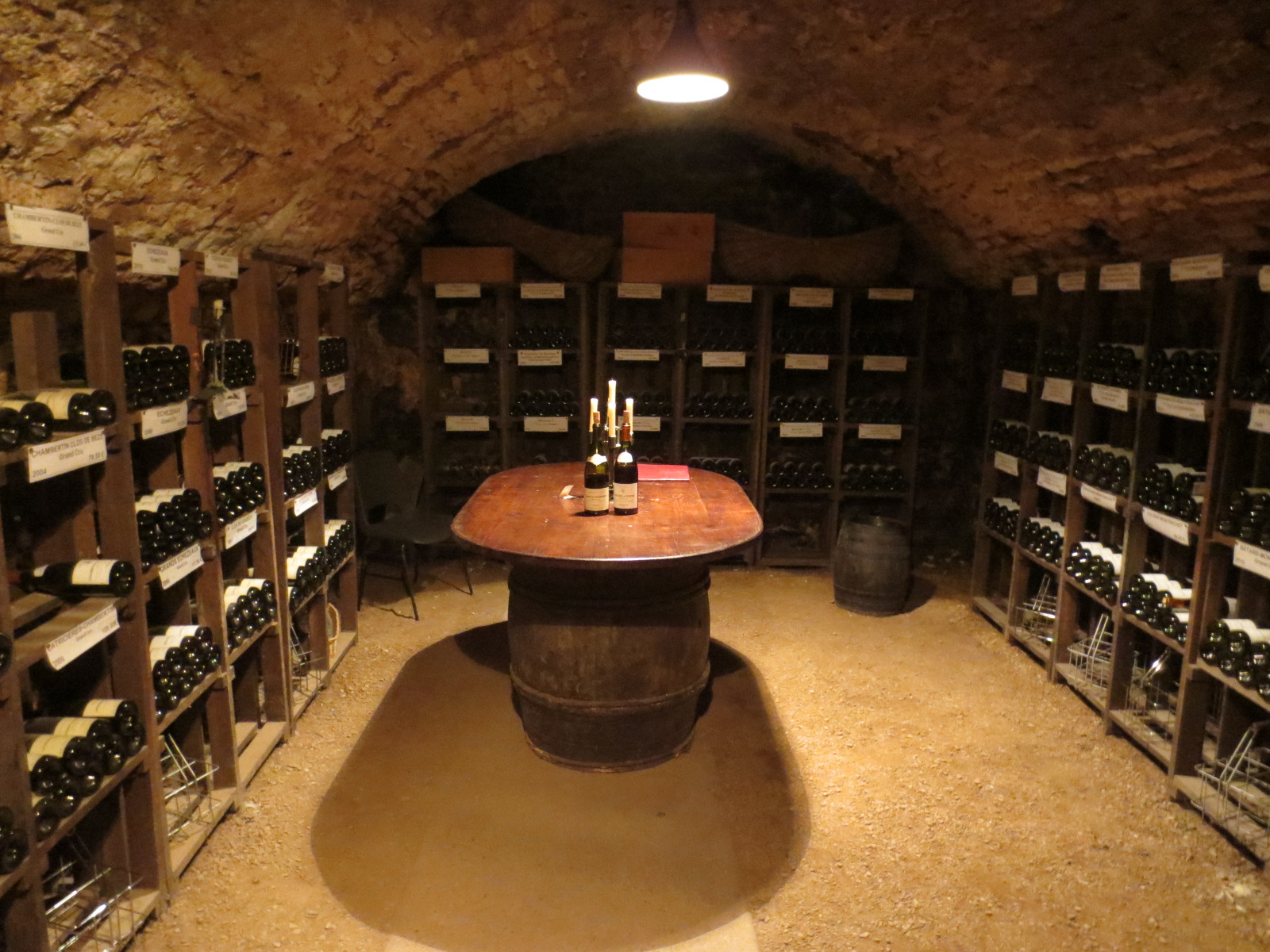
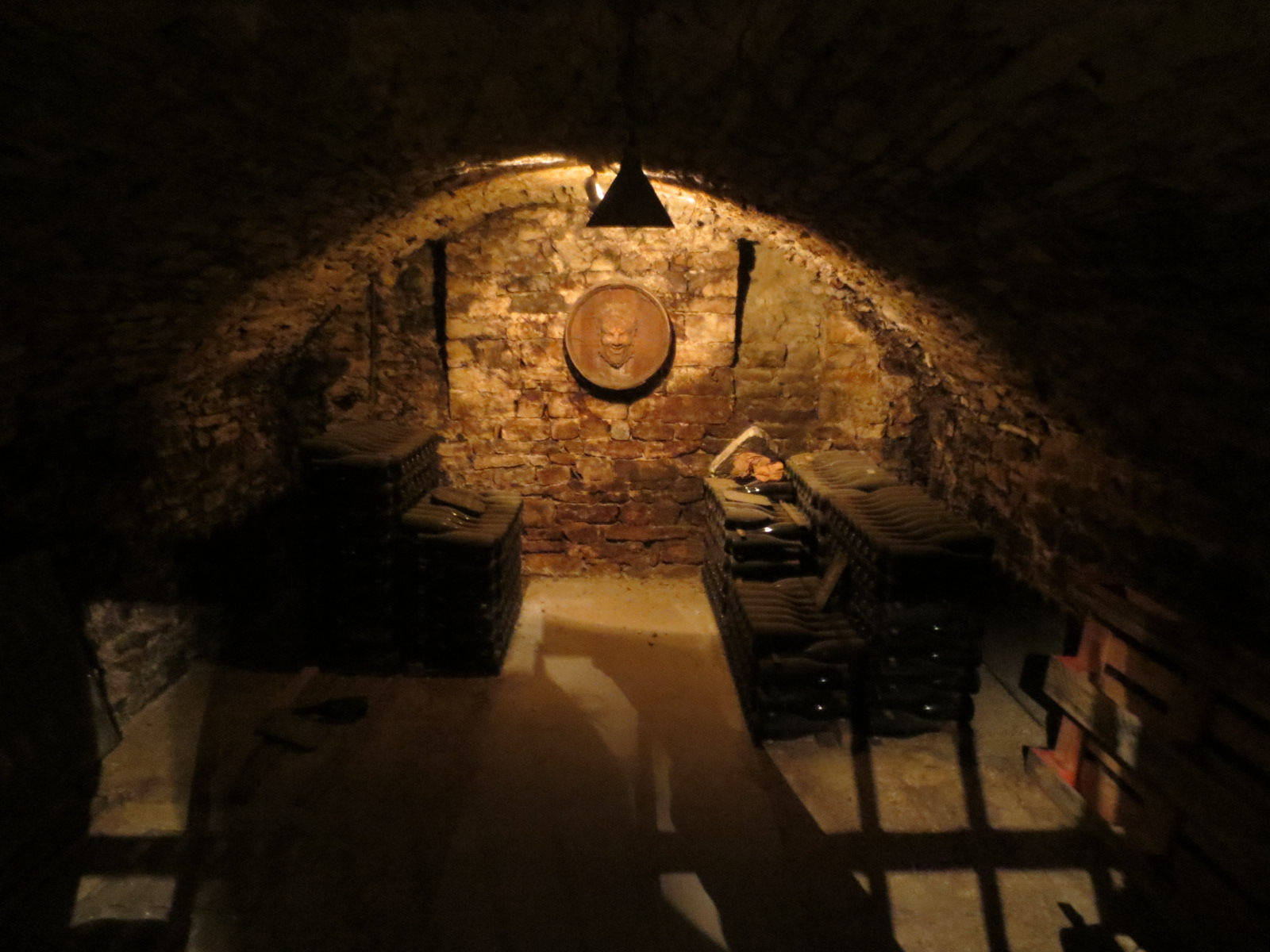
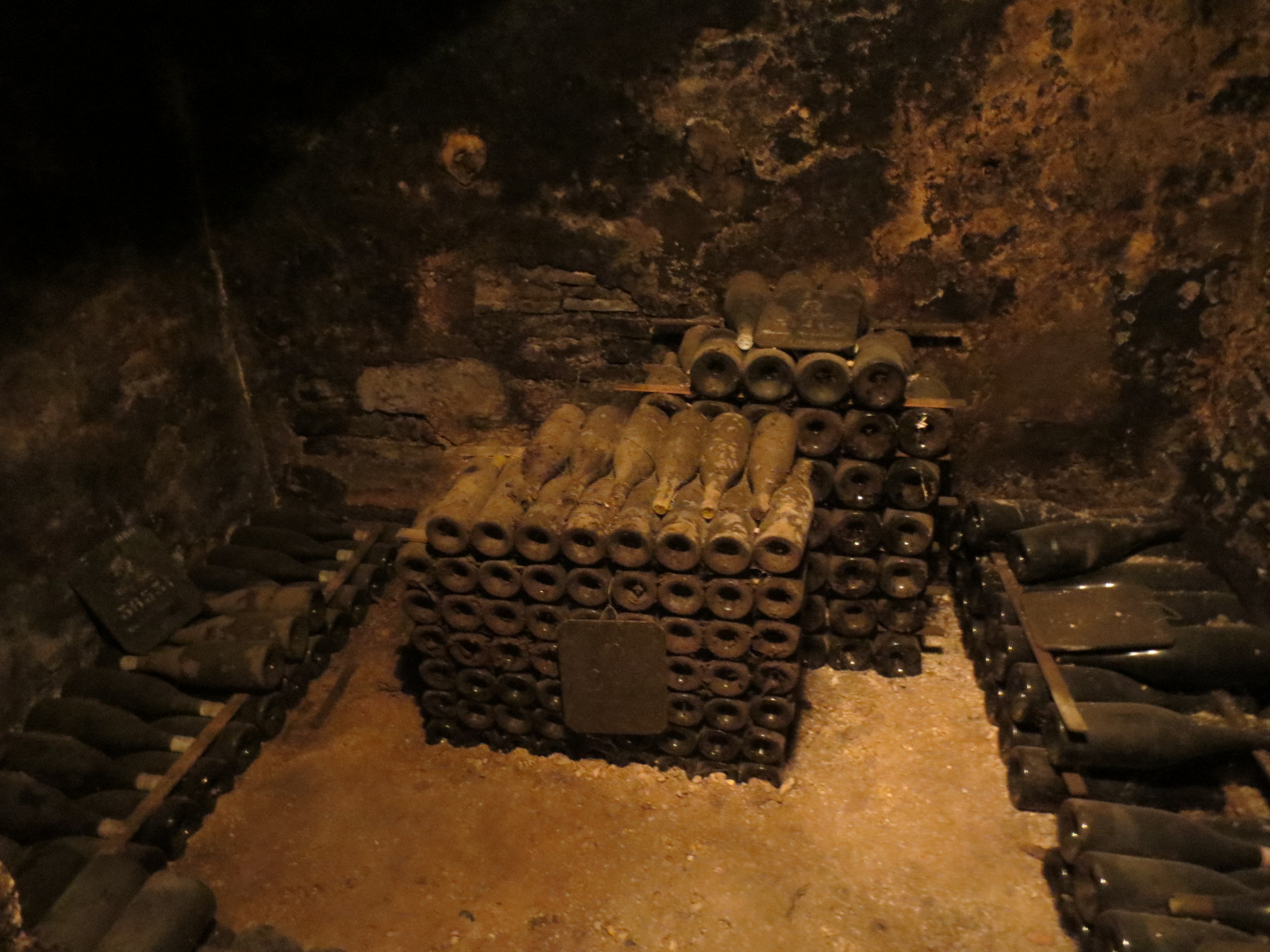
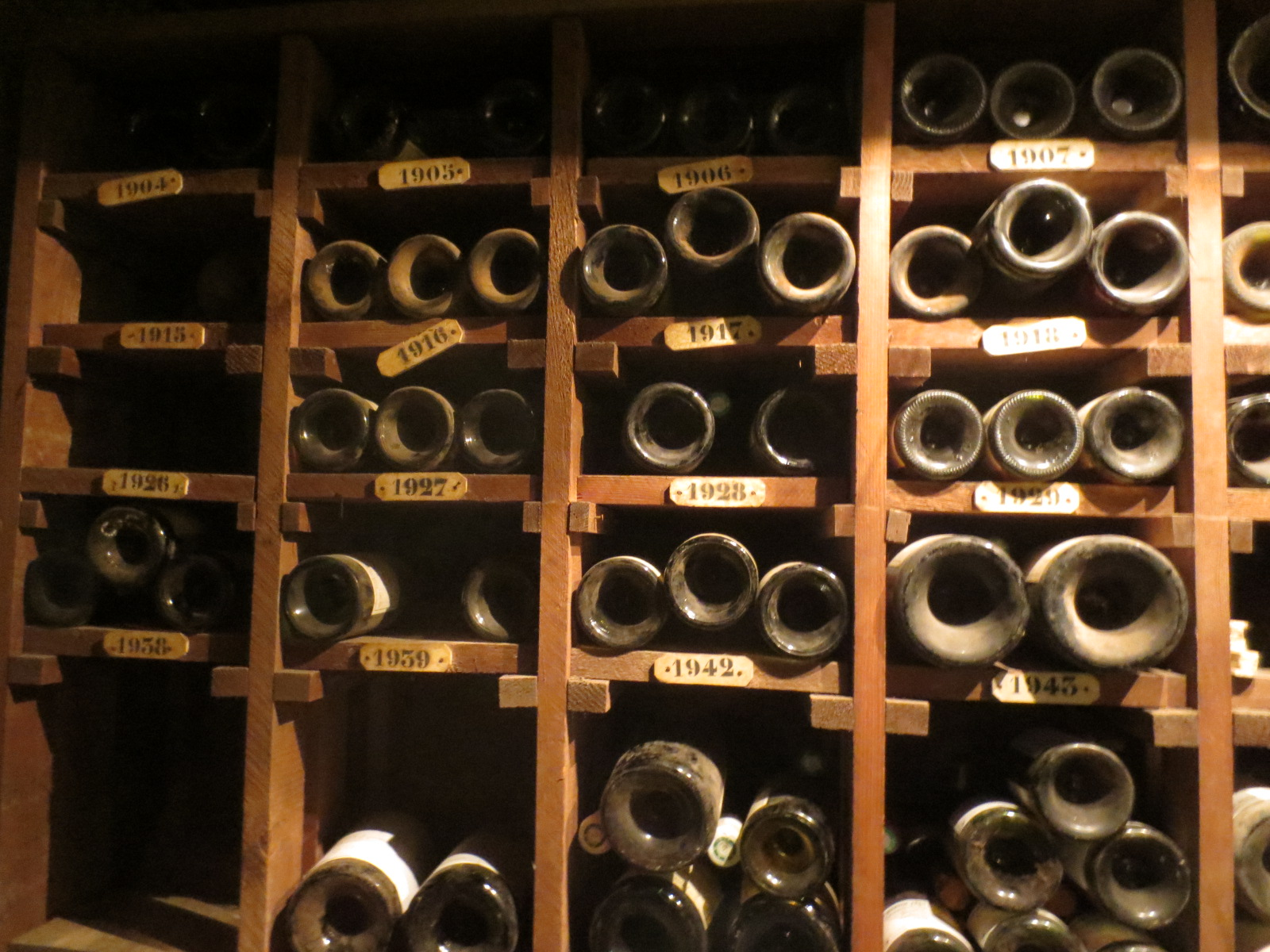